# Freedom (Paul McCartney)
Freedom è un singolo del cantautore inglese Paul McCartney, scritto e inciso in risposta agli attentati dell'11 settembre 2001. McCartney si trovava a New York al momento degli attentati alle Torri gemelle e fu testimone degli eventi mentre stava per decollare a bordo di un aereo di linea dal John F. Kennedy Airport.

## Pubblicazione
La canzone venne pubblicata in due versioni: come singolo, indicato come "studio version" (inciso nei Quad Studios, New York), e come traccia inserita nell'album Driving Rain. Entrambe le versioni includono la partecipazione di Eric Clapton alla chitarra solista e della touring band di McCartney. Paul McCartney volle che il ricavato delle vendite del singolo andasse ai parenti delle vittime degli attentati. Inoltre, egli stesso fece molte donazioni anonime in favore dei pompieri e degli agenti di polizia di New York per aiutarli a pagare le spese mediche.
Il brano fu eseguito durante il concerto prima del Supecon una Statua della libertà sullo sfondo come omaggio alle vittime dell'11 settembre. McCartney eseguì spesso la canzone nel corso del suo Driving USA Tour del 2002, e la incluse nell'album dal vivo tratto da esso, Back in the U.S..

## Critiche
Nel maggio 2007, McCartney decise di non eseguire più dal vivo Freedom poiché era stata accusata di estremismo da qualcuno.
Riguardo alla canzone, McCartney disse: «Credevo esprimesse un bel sentimento, e, subito dopo l'11 settembre, il giusto sentimento. Ma è stato frainteso. Le hanno attaccato l'etichetta di militarista, e avete sentito George Bush usare questa espressione; in questo modo ho sentito alterato il significato intrinseco della canzone».

## Tracce
1. Freedom (Studio Mix)
2. From a Lover to a Friend
3. From a Lover to a Friend (David Kahne remix 2)

## Formazione
- Paul McCartney – voce, chitarra acustica, basso
- Rusty Anderson – chitarra ritmica
- Eric Clapton – chitarra principale
- Abe Laboriel Jr. – batteria

## Classifiche
| Classifica (2002)                  | Posizione Massima |
| ---------------------------------- | ----------------- |
| Austria (Ö3 Austria Top 40)        | 61                |
| Romania (Romanian Top 100)         | 61                |
| USA (Billboard Hot 100)            | 97                |
| USA (Billboard Adult Contemporary) | 20                |